# Liste der Kulturdenkmale in Plieningen

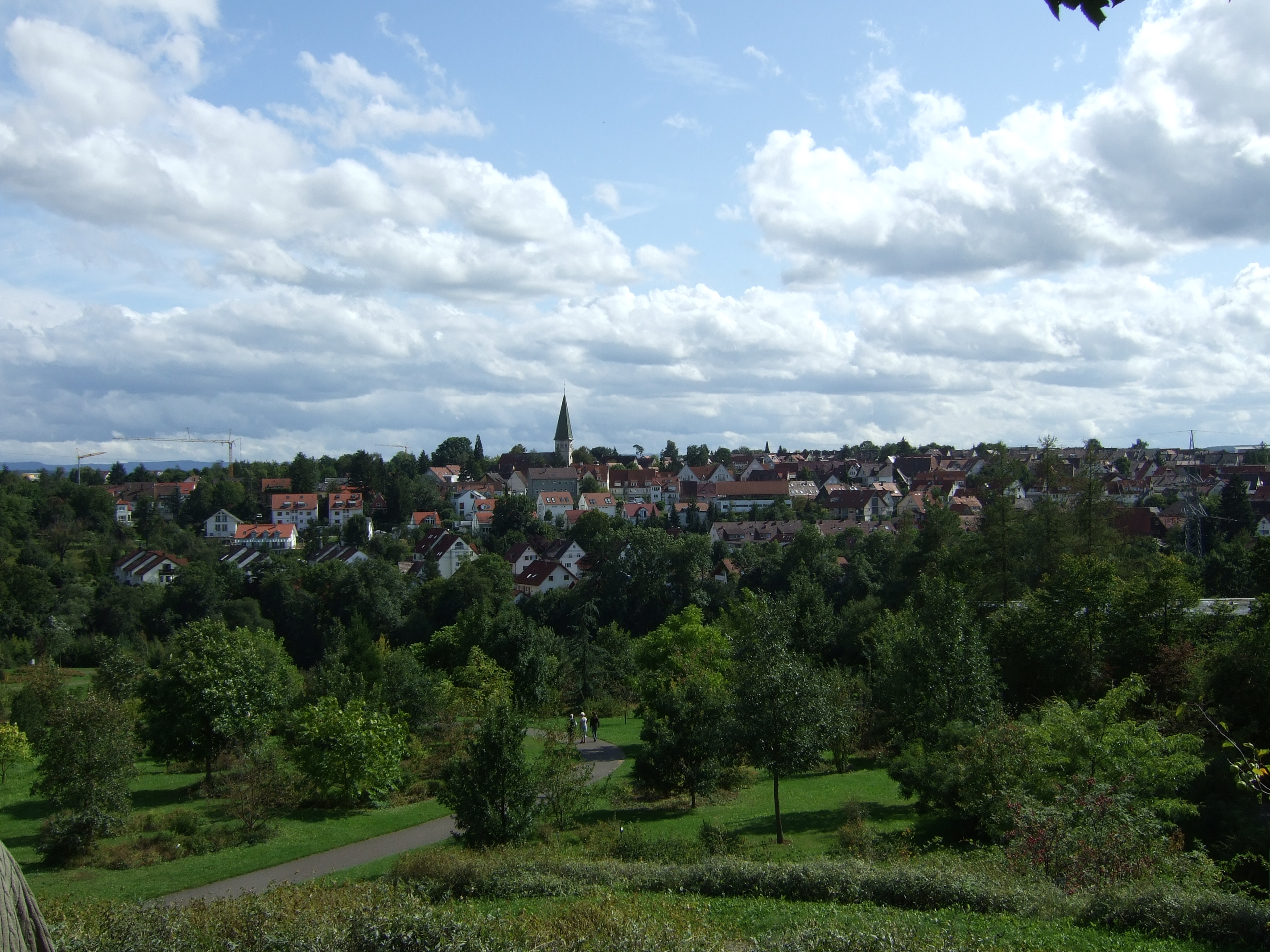
Blick auf Plieningen

In der Liste der Kulturdenkmale in Plieningen sind alle unbeweglichen Bau- und Kunstdenkmale in Plieningen aufgelistet, die in der Liste der Kulturdenkmale. Unbewegliche Bau- und Kunstdenkmale der Unteren Denkmalschutzbehörde für diesen Stadtbezirk Stuttgarts verzeichnet sind. Stand dieser Liste ist der 25. April 2008.
Diese Liste ist nicht rechtsverbindlich. Eine rechtsverbindliche Auskunft ist lediglich auf Anfrage bei der Unteren Denkmalschutzbehörde der Stadt Stuttgart erhältlich.

## Allgemein
- Bild: Zeigt ein ausgewähltes Bild aus Commons, „Weitere Bilder“ verweist auf die Bilder im Medienarchiv Wikimedia Commons.
- Bezeichnung: Nennt den Namen, die Bezeichnung oder die Art des Kulturdenkmals.
- Lage: Straßenname und Hausnummer oder Flurstücknummer des Kulturdenkmals, gegebenenfalls auch den Ortsteil. Die Grundsortierung der Liste erfolgt nach dieser Adresse. Der Link (Karte) führt zu verschiedenen Kartendiensten mit der Position des Kulturdenkmals. Fehlt dieser Link, wurden die Koordinaten noch nicht eingetragen. Sind diese bekannt, können sie über ein Tool mit einer Kartenansicht einfach nachgetragen werden. In dieser Kartenansicht sind Kulturdenkmale ohne Koordinaten mit einem roten bzw. orangen Marker dargestellt und können durch Verschieben auf die richtige Position in der Karte mit Koordinaten versehen werden. Kulturdenkmale ohne Bild sind an einem blauen bzw. roten Marker erkennbar.
- Datierung: Baubeginn, Fertigstellung, Datum der Erstnennung oder grobe zeitliche Einordnung entsprechend des Eintrags in der zuständigen Denkmaldatenbank (Landesamt für Denkmalpflege Baden-Württemberg).
- Beschreibung: Kurzcharakteristik des Kulturdenkmals.

## Kulturdenkmale im Stadtbezirk Plieningen

### Plieningen
| Bild           | Bezeichnung                                                                       | Lage                                                 | Datierung                                                         | Beschreibung | ID |
| -------------- | --------------------------------------------------------------------------------- | ---------------------------------------------------- | ----------------------------------------------------------------- | --- | -- |
|                | Ehemalige Posthalterei                                                            | Bernhauserstr. 2 (Karte)                             | 1800                                                              | Klassizismus Geschützt nach § 2 DSchG |    |
|                | Wilhelmspflege                                                                    | Bernhauserstr. 20 (Karte)                            | 1841                                                              | Klassizismus, Groß F.B.A., Oberbaurat Geschützt nach § 2 DSchG |    |
|                | Ehemalige Villa Steinheil                                                         | Bernhauserstraße 21 (Karte)                          | 1841                                                              | Historismus – Neobarock, Schweizerhaus, Henes, H. Geschützt nach § 2 DSchG |    |
|                | Ehemaliges Handwerkerhaus                                                         | Brabandtgasse 5 (Karte)                              | 1400–1600, 1826                                                   | Geschützt nach § 2 DSchG |    |
|                | Ehemaliges Handwerkerhaus                                                         | Brabandtgasse 7 (Karte)                              | 1400–1600, 1826                                                   | Geschützt nach § 2 DSchG |    |
|                | Gehöft (Sachgesamtheit)                                                           | Breitensteinstr. 1, 1/1, 3, 5 (Karte)                | 1600                                                              | Mit Fachwerkwohnhaus und Fachwerkscheuern Geschützt nach § 2 DSchG | BW |
|                | Fachwerkwohnhaus (Teil der Sachgesamtheit Gehöft)                                 | Breitensteinstr. 1 (Karte)                           | 1600                                                              | Mit Fachwerkwohnhaus und Fachwerkscheuern Geschützt nach § 2 DSchG |    |
|                | Fachwerkscheuer (Teil der Sachgesamtheit Gehöft)                                  | Breitensteinstr. 5 (Karte)                           | 1600                                                              | Mit Fachwerkwohnhaus und Fachwerkscheuern Geschützt nach § 2 DSchG |    |
|                | Ehemaliger Bildstockstein                                                         | Echterdinger Str., Flst.Nr. 3450                     |                                                                   | Geschützt nach § 2 DSchG |    |
|                | Ehemaliges Wohnstallhaus                                                          | Filderhauptstr. 34 (Karte)                           | 1600–1700                                                         | Geschützt nach § 2 DSchG |    |
|                | Wohnhaus und Bildstockstein (Sachgesamtheit)                                      | Filderhauptstr. 35, 37 (Karte)                       | 1500–1600                                                         | Geschützt nach § 2 DSchG |    |
|                | Wohnhaus und Bildstockstein (Teil der Sachgesamtheit Wohnhaus und Bildstockstein) | Filderhauptstr. 35 (Karte)                           | 1500–1600                                                         | Geschützt nach § 2 DSchG |    |
|                | Wohnhaus und Bildstockstein (Teil der Sachgesamtheit Wohnhaus und Bildstockstein) | Filderhauptstr. 37 (Karte)                           | 1500–1600                                                         | Geschützt nach § 2 DSchG |    |
|                | Bildstockstein (Teil der Sachgesamtheit Wohnhaus und Bildstockstein)              | Filderhauptstr. 35 (Karte)                           | 1812                                                              | Geschützt nach § 2 DSchG |    |
|                | Ehemaliges Wohnstallhaus                                                          | Filderhauptstr. 38 (Karte)                           | 1500–1700                                                         | Geschützt nach § 2 DSchG |    |
|                | Postamt                                                                           | Filderhauptstr. 43 (Karte)                           | 1926                                                              | Historismus – Neobarock, Schwarz, Oberpostbaurat Geschützt nach § 2 DSchG |    |
|                | Ehemaliges Wohnstallhaus                                                          | Filderhauptstr. 55 (Karte)                           | 1600–1700                                                         | Geschützt nach § 2 DSchG |    |
|                | Ehemaliges Wohnstallhaus                                                          | Fraubronnstr. 8 (Karte)                              | 1400–1600                                                         | Geschützt nach § 2 DSchG |    |
|                | Altes Rathaus                                                                     | Goezstraße 1 (Karte)                                 | 1747, 1800–1825                                                   | Barock, Klassizismus Geschützt nach § 2 DSchG |    |
|                | Wohnstallhaus                                                                     | Goezstraße 7 (Karte)                                 | 1800                                                              | Barock, Klassizismus Geschützt nach § 2 DSchG |    |
|                | Wohn- und Geschäftshaus, Wohn- und Geschäftshaus (Anbau)                          | Goezstraße 10 (Karte)                                | 1700–1800, 1800–1850, 1890                                        | Barock, Klassizismus Geschützt nach § 2 DSchG | BW |
|                | Wohn- und Geschäftshaus (Teil der SG Wohn- und Geschäftshaus)                     | Goezstraße 10 (Karte)                                | 1700–1800, 1800–1850, 1890                                        | Barock, Klassizismus Geschützt nach § 2 DSchG |    |
|                | Wohnhaus                                                                          | Goezstraße 15 (Karte)                                |                                                                   | Geschützt nach § 2 DSchG |    |
|                | Bauernhaus                                                                        | Goezstraße 20 (Karte)                                | 1700–1800                                                         | Geschützt nach § 2 DSchG |    |
|                | Ehemaliges Weberhaus                                                              | Goezstraße 22 (Karte)                                | 1400–1600                                                         | Geschützt nach § 2 DSchG |    |
|                | Ehemaliges Wohnstallhaus                                                          | Goezstraße 30 (Karte)                                | 1700–1800                                                         | Geschützt nach § 2 DSchG |    |
|                | Gasthof mit Brunnen                                                               | Goezstraße 35 (Karte)                                | 1600–1800, 1800–1825                                              | Klassizismus (Zwerchgiebel) Geschützt nach § 2 DSchG |    |
|                | Brunnen                                                                           | Goezstraße 35 (Karte)                                | 1700–1800                                                         | Klassizismus (Brunnensäule) Geschützt nach § 2 DSchG |    |
|                | Ehemaliges Haus Schäfer                                                           | Goezstraße 37 (andere Teil: Linkenstraße 27) (Karte) | 1781                                                              | Geschützt nach § 2 DSchG |    |
|                | Fachwerkwohnhaus (Teil der SG Gehöft)                                             | Hochstattstraße 7 (Karte)                            | 1700–1800                                                         | Geschützt nach § 2 DSchG |    |
|                | Stallscheuer (Teil der SG Gehöft)                                                 | Hochstattstraße 7 (Karte)                            | 1700–1800                                                         | Geschützt nach § 2 DSchG |    |
|                | Verputztes Fachwerkwohnhaus                                                       | Linkenstraße 19 (Karte)                              | 1600–1700                                                         | Geschützt nach § 2 DSchG |    |
|                | Ehemaliges Haus Schäfer                                                           | Linkenstraße 27 (andere Teil: Goezstraße 37) (Karte) | 1781                                                              | Geschützt nach § 2 DSchG |    |
|                | Ehemaliges Weberhaus                                                              | Lupinenstr. 7 (Karte)                                | 1500–1700                                                         | Geschützt nach § 2 DSchG |    |
|                | Scheune                                                                           | Lupinenstr. 24 1 (Karte)                             | 1400–1500                                                         | Geschützt nach § 2 DSchG |    |
|                | Pfarrhaus                                                                         | Mönchhof 5 (Karte)                                   | 1700–1800                                                         | Geschützt nach § 2 DSchG |    |
|                | Ehemalige Zehntscheuer                                                            | Mönchhof 7 (Karte)                                   | 1700–1800, 1800–1900                                              | Sachgesamtheit Geschützt nach § 2 DSchG |    |
|                | Ehemaliges Wohnstallhaus mit Resten des ehemaligen Bauerngartens                  | Mönchhof 12 (Karte)                                  | 1500–1700                                                         | Sachgesamtheit Geschützt nach § 2 DSchG |    |
|                | Wohnhaus                                                                          | Mönchhof 26 (Karte)                                  | 1400–1600                                                         | Geschützt nach § 2 DSchG |    |
| Weitere Bilder | Evangelische Martinskirche mit Teilstück der Kirchhofmauer (Sachgesamtheit)       | Mönchhof 3, Flst.Nr. 1113 (Karte)                    | a) um 1182; b) 1299; c) 1443; d) 1493; e) 1750–1751; f) 1900–1901 | a) Romanik (Langhaus mit Bogenfries und Reliefbildern, Erdgeschoss und 1. Obergeschoss des Turmes); b) Frühgotik (2. und 3. Turmobergeschoss); c) Spätgotik (4. Turmobergeschoss und Turmhelm); d) Spätgotik (Chor und Seitenkapelle bzw. Sakristei); e) Barock (Stuckdecke); f) Neoromanik (Treppentürme am Turm) Geschützt nach § 2 DSchG |    |
|                | Steinernes Wegkreuz des Kleeblatt-Typs                                            | Neuhauser Str., Flst.Nr. 4785/1                      | 1700–1800                                                         | Geschützt nach § 2 DSchG |    |
|                | Ehemaliger Türsturz und Ofentragstein                                             | Paracelsusstraße 2 (Karte)                           | 1782                                                              | Barock Geschützt nach § 2 DSchG |    |
|                | Altes Schulhaus                                                                   | Ressestraße 2 (Karte)                                | 1800                                                              | Barock Geschützt nach § 2 DSchG |    |
|                | Ehemaliger Gasthof zur Sonne                                                      | Scharnhauser Straße 1 (Karte)                        | 1650                                                              | Geschützt nach § 2 DSchG |    |
|                | Ehemaliges Bauernhaus                                                             | Turnierstraße 1 (Karte)                              | 1550                                                              | Geschützt nach § 2 DSchG |    |
|                | Ehemaliges Weberhaus                                                              | Turnierstraße 3 (Karte)                              | 1550                                                              | Geschützt nach § 2 DSchG |    |

### Hohenheim
| Bild           | Bezeichnung | Lage                                         | Datierung              | Beschreibung | ID |
| -------------- | --- | -------------------------------------------- | ---------------------- | --- | -- |
|                | Landwirtschaftlich-chemische Versuchsstation                                                                    | Emil-Wolff-Str. 14 (Karte)                   | 1897                   | Historismus – Neorenaissance, Königliches Bezirksbauamt Esslingen Geschützt nach § 2 DSchG                      |    |
| Weitere Bilder | Ehem. Heu- und Öhmdscheuer (Teil der Sachgesamtheit Ehemalige Wirtschaftsgebäude und Scheunen)                  | Emil-Wolff-Str. 20 (Karte)                   | 1784                   | Barock (Spätbarock), Etzel Christian Adam, Hofwerkmeister Geschützt nach § 2 DSchG                              |    |
|                | Wohngebäude (Teil der Sachgesamtheit Hochschulgebäude)                                                          | Emil-Wolff-Str. 32 (Karte)                   | 1922                   | Neoklassik, Expressionismus, Landauer und Wechsler (Bezirksbauamt Esslingen) Geschützt nach § 2 DSchG           |    |
|                | Institutsgebäude (Teil der Sachgesamtheit Hochschulgebäude)                                                     | Emil-Wolff-Str. 34 (Karte)                   | 1922                   | Neoklassik, Expressionismus, Landauer und Wechsler (Bezirksbauamt Esslingen) Geschützt nach § 2 DSchG           |    |
|                | Sogenanntes Spielhaus                                                                                           | Exotischer Garten 1 (Karte)                  | 1787,1840, 1841        | Neher (1841 Ausmalung des Spielhauses) Geschützt nach § 12 DSchG                                                |    |
|                | Sogenanntes Römisches Wirtshaus                                                                                 | Exotische Gärten 5 (Karte)                   | 1777                   | Geschützt nach § 2 DSchG                                                                                        |    |
|                | Park und sogenannte Jupitersäulen                                                                               | Exotische Gärten, Flst.Nr. 4775/1 (Karte)    | 1777, 1785             | Klassizismus (Frühklassizismus), Romantik, Hornung G., Bildhauer (1785 Jupiter-Säulen) Geschützt nach § 2 DSchG |    |
| Weitere Bilder | Wirtschaft zur Garbe nebst Back- und Waschhaus (Sachgesamtheit)                                                 | Filderhauptstr. 136 (Karte)                  | 1786                   | Barock Geschützt nach § 2 DSchG                                                                                 |    |
|                | Wohngebäude der Universität (Teil der Sachgesamtheit Hochschulgebäude)                                          | Fruwirthstraße 14, 16 (Karte)                | 1922                   | Neoklassik, Expressionismus, Landauer und Wechsler (Bezirksbauamt Esslingen) Geschützt nach § 2 DSchG           |    |
|                | Wohngebäude der Universität (Teil der Sachgesamtheit Hochschulgebäude)                                          | Fruwirthstraße 20 (Karte)                    | 1922                   | Neoklassik, Expressionismus, Landauer und Wechsler (Bezirksbauamt Esslingen) Geschützt nach § 2 DSchG           |    |
| Weitere Bilder | Institutsgebäude                                                                                                | Fruwirthstr. 25 (Karte)                      |                        | Geschützt nach § 2 DSchG                                                                                        |    |
|                | Hochschulgebäude (Teil der Sachgesamtheit Hochschulgebäude)                                                     | Fruwirthstr. 25a (Karte)                     | 1922                   | Neoklassik, Expressionismus, Landauer und Wechsler (Bezirksbauamt Esslingen) Geschützt nach § 2 DSchG           |    |
| Weitere Bilder | Ehem. Heu- und Öhmdscheuer (Teil der Sachgesamtheit Ehemalige Wirtschaftsgebäude und Scheunen)                  | Fruwirthstraße 28 (Karte)                    | 1784                   | Barock (Spätbarock), Etzel Christian Adam, Hofwerkmeister Geschützt nach § 2 DSchG                              |    |
| Weitere Bilder | Ehem. Heu- und Öhmdscheuer (Teil der Sachgesamtheit Ehemalige Wirtschaftsgebäude und Scheunen)                  | Fruwirthstraße 29 (Karte)                    | 1784                   | Barock (Spätbarock), Etzel Christian Adam, Hofwerkmeister Geschützt nach § 2 DSchG                              |    |
|                | Ehem. Kelter (Teil der Sachgesamtheit Ehemalige Wirtschaftsgebäude und Scheunen)                                | Fruwirthstraße 30 (Karte)                    | 1784                   | Barock (Spätbarock), Etzel Christian Adam, Hofwerkmeister Geschützt nach § 2 DSchG                              |    |
|                | Ehem. Schmiede, Wagnerei und Kutschenremise (Teil der Sachgesamtheit Ehemalige Wirtschaftsgebäude und Scheunen) | Fruwirthstraße 31 (Karte)                    | 1784                   | Barock (Spätbarock), Etzel Christian Adam, Hofwerkmeister Geschützt nach § 2 DSchG                              |    |
| Weitere Bilder | Institutsgebäude für Botanik und Pflanzenschutz                                                                 | Kirchnerstr. 5 (Karte)                       | 1901                   | Historismus – Neobarock, Landauer, Königliches Bezirksbauamt Esslingen Geschützt nach § 2 DSchG                 |    |
|                | Friedhof Hohenheim                                                                                              | Kirchnerstraße, Flst.Nr. 6007 (Karte)        | 1853, 1887             | Geschützt nach § 2 DSchG                                                                                        |    |
| Weitere Bilder | Schloss Hohenheim mit Park                                                                                      | Schloss Hohenheim 1 (Karte)                  | 1765                   | Barock, Fischer R.F.H., Hofarchitekt Geschützt nach § 2 DSchG                                                   |    |
|                | Ehemaliger Schlosspark Hohenheim                                                                                | Flurst. Nr. 6006, 6016, 6016/1, 6050 (Karte) | 1772, 1786, 1792, 1829 | Barock, Fischer R.F.H. (Hofarchitekt) Geschützt nach § 2 DSchG                                                  | BW |
|                | Ehemaliges Professorenwohnhaus                                                                                  | Schwerzstr. 35 (Karte)                       | 1868–1869              | Spätklassizismus – italienische Neorenaissance Geschützt nach § 2 DSchG                                         |    |